# Theta Tucanae
Theta Tucanae (θ Tucanae, förkortat Theta Tuc, θ Tuc), som är stjärnans Bayer-beteckning, är en dubbelstjärna i den södra delen av stjärnbilden Tukanen. Den har en genomsnittlig skenbar magnitud på +6,11 och är svagt synlig för blotta ögat där ljusföroreningar ej förekommer. Baserat på parallaxmätningar i Hipparcos-uppdraget på 7,7 mas beräknas den befinna sig på ca 420 ljusårs (130 parsek) avstånd från solen.

## Egenskaper
Theta Tucanae är en blå till vit underjättestjärna av spektralklass A7 IV. Den har en massa som är omkring dubbelt så stor som solens massa, en radie som är ca 4 gånger större än solens och utsänder ca 20 - 25 gånger mera energi än solen från dess fotosfär vid en effektiv temperatur på ca 7 600 K.
Theta Tucanae är en pulserande variabel av Delta Scuti-typ (DSCTC). Den varierar mellan skenbar magnitud +6,06 och 6,15 med en period av 0,049308 dygn eller 71,004 minuter.

## Observationshistorik
Observationer under årtiondena har visat att stjärnans färg ändras något och den uppvisar variationer i ljusstyrka som tyder på att den faktiskt är en ellipsoidisk dubbelstjärna med en omloppsperiod av 7 dygn. Konstellationen är ljusstarkare än förväntat, med hänsyn till spektret och avståndet till primärstjärnan, vilket betyder att följeslagaren måste bidra med en god andel av dess ljus. Modellering av stjärnans utveckling har kommit fram till att konstellationen troligen började som en dubbelstjärna, med ena stjärnan med en dubbel solmassa och den andra ungefär lika med solen. Den större stjärnan åldrades och expanderade när den förbrukat dess förråd av väte i kärnan, och började förlora massa till den mindre stjärnan, varvid systemet i detta skede sannolikt var en förmörkelsevariabel av Algol-typ. Denna stjärnan verkar nu vara en åldrig stjärna bestående av helium med väldigt lite väte och med en massa av 0,2 solmassor och ca 37 gånger solens magnitud och yttemperaturen på 7 000 K, medan den en gång mindre stjärnan är den Delta Scuti-variabeln som nu har omkring två solmassor. Omkring 0,8 solmassor har gått förlorade från konstellationen över tiden.